# Copa Africana de Naciones 1988
La Copa Africana de Naciones 1988 fue la 16.ª edición de la Copa Africana de Naciones, el campeonato de fútbol más grande de África (CAF). El torneo tuvo lugar en Marruecos, que remplazó al organizador original, Zambia. Igualmente que en 1986, el torneo estuvo conformado por ocho equipos, divididos en dos grupos, cuatro en cada uno. La gran final tuvo lugar en la ciudad de Casablanca en el Estadio Mohamed V. Camerún ganó su segundo campeonato, venciendo a Nigeria en la gran final 1-0.

## Sedes
| Casablanca        | Casablanca Rabat | Rabat                 |
| Stade Mohamed V   | Casablanca Rabat | Stade Moulay Abdellah |
| Capacidad: 80,000 | Casablanca Rabat | Capacidad: 52,000     |
|                   | Casablanca Rabat |                       |

## Equipos participantes
- Argelia
- Camerún
- Costa de Marfil
- Egipto (campeón defensor)
- Kenia
- Marruecos (anfitrión)
- Nigeria
- Zaire

## Fase de grupos

### Grupo A
| Equipo          | Pts | PJ | PG | PE | PP | GF | GC | Dif |
| --------------- | --- | -- | -- | -- | -- | -- | -- | --- |
| Marruecos       | 4   | 3  | 1  | 2  | 0  | 2  | 1  | 1   |
| Argelia         | 3   | 3  | 1  | 1  | 1  | 2  | 2  | 0   |
| Costa de Marfil | 3   | 3  | 0  | 3  | 0  | 2  | 2  | 0   |
| Zaire           | 2   | 3  | 0  | 2  | 1  | 2  | 3  | -1  |

| 13 de marzo de 1988 | Marruecos        | 1:1 (1:0) | Zaire         | Stade Mohamed V, Casablanca                                    |                                                                |
|                     | Merry 43' (pen.) | Reporte   | Lutonadio 88' | Asistencia: 80 000 espectadores Árbitro(s): Gebreyesus Tesfaye | Asistencia: 80 000 espectadores Árbitro(s): Gebreyesus Tesfaye |

| 13 de marzo de 1988 | Costa de Marfil | 1:1 (0:1) | Argelia      | Stade Mohamed V, Casablanca                                    |                                                                |
|                     | A. Traoré 48'   | Reporte   | Belloumi 16' | Asistencia: 40 000 espectadores Árbitro(s): Eganaden Cadressen | Asistencia: 40 000 espectadores Árbitro(s): Eganaden Cadressen |

| 16 de marzo de 1988 | Zaire       | 1:1 (0:1) | Costa de Marfil | Stade Mohamed V, Casablanca                               |                                                           |
|                     | Kabongo 37' | Reporte   | A. Traoré 74'   | Asistencia: 45 000 espectadores Árbitro(s): Ali Bennaceur | Asistencia: 45 000 espectadores Árbitro(s): Ali Bennaceur |

| 16 de marzo de 1988 | Marruecos       | 1:0 (0:0) | Argelia | Stade Mohamed V, Casablanca                              |                                                          |
|                     | El Haddaoui 52' | Reporte   |         | Asistencia: 78 000 espectadores Árbitro(s): Idrissa Sarr | Asistencia: 78 000 espectadores Árbitro(s): Idrissa Sarr |

| 19 de marzo de 1988 | Argelia      | 1:0 (1:0) | Zaire | Stade Mohamed V, Casablanca                                      |                                                                  |
|                     | Ferhaoui 36' |           |       | Asistencia: 75 000 espectadores Árbitro(s): Hugues Joseph Mongbo | Asistencia: 75 000 espectadores Árbitro(s): Hugues Joseph Mongbo |

| 19 de marzo de 1988 | Costa de Marfil | 0:0 (0:0) | Marruecos | Stade Mohamed V, Casablanca                              |                                                          |
|                     |                 | Reporte   |           | Asistencia: 80 000 espectadores Árbitro(s): Ally Hafidhi | Asistencia: 80 000 espectadores Árbitro(s): Ally Hafidhi |

### Grupo B
| Equipo  | Pts | PJ | PG | PE | PP | GF | GC | Dif |
| ------- | --- | -- | -- | -- | -- | -- | -- | --- |
| Nigeria | 4   | 3  | 1  | 2  | 0  | 4  | 1  | 3   |
| Camerún | 4   | 3  | 1  | 2  | 0  | 2  | 1  | 1   |
| Egipto  | 3   | 3  | 1  | 1  | 1  | 3  | 1  | 2   |
| Kenia   | 1   | 3  | 0  | 1  | 2  | 0  | 6  | -6  |

| 14 de marzo de 1988 | Camerún  | 1:0 (1:0) | Egipto | Stade Moulay Abdellah, Rabat                             |                                                          |
|                     | Milla 5' | Reporte   |        | Asistencia: 5000 espectadores Árbitro(s): Idrissa Traoré | Asistencia: 5000 espectadores Árbitro(s): Idrissa Traoré |

| 14 de marzo de 1988 | Nigeria                               | 3:0 (3:0) | Kenia | Stade Moulay Abdellah, Rabat                          |                                                       |
|                     | Yekini 6' · Edobor 13' · Okosieme 33' | Reporte   |       | Asistencia: 4000 espectadores Árbitro(s): Badara Sène | Asistencia: 4000 espectadores Árbitro(s): Badara Sène |

| 17 de marzo de 1988 | Camerún   | 1:1 (1:1) | Nigeria     | Stade Moulay Abdellah, Rabat                               |                                                            |
|                     | Milla 21' | Reporte   | Okwaraji 2' | Asistencia: 13 000 espectadores Árbitro(s): Bester Kalombo | Asistencia: 13 000 espectadores Árbitro(s): Bester Kalombo |

| 17 de marzo de 1988 | Egipto                          | 3:0 (1:0) | Kenia | Stade Moulay Abdellah, Rabat                                |                                                             |
|                     | Abdelhamid 2', 65' · Younes 58' | Reporte   |       | Asistencia: 12 000 espectadores Árbitro(s): Simon Bantsimba | Asistencia: 12 000 espectadores Árbitro(s): Simon Bantsimba |

| 20 de marzo de 1988 | Kenia | 0:0 (0:0) | Camerún | Stade Moulay Abdellah, Rabat                             |                                                          |
|                     |       | Reporte   |         | Asistencia: 25 000 espectadores Árbitro(s): Badou Jasseh | Asistencia: 25 000 espectadores Árbitro(s): Badou Jasseh |

| 20 de marzo de 1988 | Nigeria | 0:0 (0:0) | Egipto | Stade Moulay Abdellah, Rabat                             |                                                          |
|                     |         | Reporte   |        | Asistencia: 30 000 espectadores Árbitro(s): Ali Bangoura | Asistencia: 30 000 espectadores Árbitro(s): Ali Bangoura |

## Fase Final
|  | Semifinales             | Semifinales        |   |                         | Final                   | Final |  |
|  |                         |                    |   |                         |                         |       |  |
|  |                         |                    |   |                         |                         |       |  |
|  | Casablanca, 23 de marzo |                    |   |                         |                         |       |  |
|  | Marruecos               | 0                  |   |                         |                         |       |  |
|  | Camerún                 | 1                  |   |                         |                         |       |  |
|  |                         |                    |   |                         |                         |       |  |
|  |                         |                    |   |                         | Casablanca, 27 de marzo |       |  |
|  |                         |                    |   |                         | Camerún                 | 1     |  |
|  |                         | Nigeria            | 0 |                         |                         |       |  |
|  |                         |                    |   |                         |                         |       |  |
|  |                         |                    |   |                         |                         |       |  |
|  |                         |                    |   |                         | Tercer lugar            |       |  |
|  | Rabat, 23 de marzo      | Rabat, 23 de marzo |   | Casablanca, 26 de marzo | Casablanca, 26 de marzo |       |  |
|  | Argelia                 | 1(1)               |   | Marruecos               | 1(1)                    |       |  |
|  | Nigeria                 | 1(2)               |   |                         | Argelia                 | 1(2)  |  |

### Semifinales
| 23 de marzo de 1988 | Argelia                                                                                                | 1(8):1(9) (1:1)            | Nigeria                                                                                              | Stade Moulay Abdellah, Rabat                            |                                                         |
|                     | Belgharbi 36' (a.g.)                                                                                   | Reporte                    | Maâtar 86'                                                                                           | Asistencia: 35 000 espectadores Árbitro(s): Badara Sène | Asistencia: 35 000 espectadores Árbitro(s): Badara Sène |
|                     | | Tiros desde el punto penal | |                                                         |                                                         |
|                     | Eguavoen · Adeshina · Uwe · Sofoluwe · Yekini · Okwaraji · Nwosu · Omokaro · Okafor · Rufai · Eguavoen |                            | Belloumi · Belgherbi · Maâtar · Yahi · Menad · Bouafia · Medane · Chaib · Megharia · Drid · Belloumi |                                                         |                                                         |

| 23 de marzo de 1988 | Marruecos | 0:1 (0:1) | Camerún      | Stade Mohamed V, Casablanca                                    |                                                                |
|                     |           | Reporte   | Makanaky 78' | Asistencia: 45 000 espectadores Árbitro(s): Eganaden Cadressen | Asistencia: 45 000 espectadores Árbitro(s): Eganaden Cadressen |

### Partido por el tercer puesto
| 26 de marzo de 1988 | Marruecos                                                       | 1(3):1(4) (0:1)            | Argelia                                                     | Stade Mohamed V, Casablanca                              |                                                          |
|                     | Nader 67'                                                       | Reporte                    | Belloumi 87'                                                | Asistencia: 10 000 espectadores Árbitro(s): Ally Hafidhi | Asistencia: 10 000 espectadores Árbitro(s): Ally Hafidhi |
|                     |                                                                 | Tiros desde el punto penal |                                                             |                                                          |                                                          |
|                     | El Gharef · Benabicha · Ouadani · El Maataoui · Timoumi · Nader |                            | Yahi · Djahmoune · Merzekane · Chaib · Megharia · Belgherbi |                                                          |                                                          |

### Final
| 27 de marzo de 1988 | Camerún          | 1:0 (1:0) | Nigeria | Stade Mohamed V, Casablanca                              |                                                          |
|                     | Kundé 55' (pen.) | Reporte   |         | Asistencia: 50 000 espectadores Árbitro(s): Idrissa Sarr | Asistencia: 50 000 espectadores Árbitro(s): Idrissa Sarr |

|                            |
| Bandera de Camerún         |
| Campeón Camerún 2.º título |

## Clasificación general
| Equipo | Equipo          | Pts | PJ | PG | PE | PP | GF | GC | Dif | Rend  |
| ------ | --------------- | --- | -- | -- | -- | -- | -- | -- | --- | ----- |
| 1      | Camerún         | 8   | 5  | 3  | 2  | 0  | 4  | 1  | 3   | 80%   |
| 2      | Nigeria         | 5   | 5  | 1  | 3  | 1  | 5  | 3  | 2   | 50%   |
| 3      | Argelia         | 5   | 5  | 1  | 3  | 1  | 4  | 4  | 0   | 50%   |
| 4      | Marruecos       | 5   | 5  | 1  | 3  | 1  | 3  | 3  | 0   | 50%   |
| 5      | Egipto          | 3   | 3  | 1  | 1  | 1  | 3  | 1  | 2   | 50%   |
| 6      | Costa de Marfil | 3   | 3  | 0  | 3  | 0  | 2  | 2  | 0   | 50%   |
| 7      | Zaire           | 2   | 3  | 0  | 2  | 1  | 2  | 3  | -1  | 33,3% |
| 8      | Kenia           | 1   | 3  | 0  | 1  | 2  | 0  | 6  | -6  | 16,6% |

## Goleadores
2 goles
- Lakhdar Belloumi
- Roger Milla
- Abdoulaye Traoré
- Gamal Abdelhamid

1 gol
- Abdelkader Ferhaoui
- Rachid Maâtar
- Emmanuel Kundé
- Cyrille Makanaky
- Ayman Younes
- Mustapha El Haddaoui
- Abdelkrim Merry
- Hassan Nader
- Humphrey Edobor
- Ndubuisi Okosieme
- Samuel Okwaraji
- Rashidi Yekini
- Eugène Kabongo
- Lutonadio

Autogol
- Abdelrazak Belgharbi (ante Nigeria)

## Equipo Ideal
- Guardameta:  Joseph-Antoine Bell
- Defensas:  Tijani El Maataoui,  Emmanuel Kundé,  John Buana,  Stephen Tataw
- Centrocampistas:  Jacques Kinkomba Kingambo,  Emile Mbouh,  Henry Nwosu,  Paul Mfede
- Delanteros:  Roger Milla,  Aziz Bouderbala